# Ord River
Ord River är ett vattendrag i Australien. Det ligger i delstaten Western Australia, omkring 2 200 kilometer nordost om delstatshuvudstaden Perth.
Omgivningarna runt Ord River är i huvudsak ett öppet busklandskap. Trakten runt Ord River är nära nog obefolkad, med mindre än två invånare per kvadratkilometer. Genomsnittlig årsnederbörd är 1 095 millimeter. Den regnigaste månaden är februari, med i genomsnitt 300 mm nederbörd, och den torraste är augusti, med 1 mm nederbörd.